# Kwantumput
Een kwantumput is een natuurkundige potentiaal, die een vlak potentiaalpatroon vertoont met aan de wanden heel hoge sprongen. Zo wordt de bewegingsvrijheid van deeltjes beperkt in een ruimtedimensie, zodat ze alleen een vlak gebied kunnen innemen. De breedte van de kwantumput bepaalt sterk de kwantummechanische toestanden die het deeltje kan innemen. Dit leidt in het bijzonder tot de ontwikkeling van energieniveaus, zodat het deeltje nu discrete energiewaarden kan aannemen.